# Осада Мобёжа
Осада Мобёжа (нем. Belagerung von Maubeuge, фр. Siège de Maubeuge) — одна из важнейших операций в ходе Великого отступления на Западном фронте во время Первой мировой войны, происходившее с 29 августа по 7 сентября 1914 года, которая завершилась взятием французской крепости Мобёж германскими войсками.

## Предыстория

### Французские приготовления к обороне
7 августа генерал Фурнье, командующий укреплённым районом Мобёжа, предупредил о возможности немецкого наступления 6-ю корпусами через Маас. Генерал Жозеф Жоффр сместил Фурнье за пораженчество и заменил его генералом Дисалексом. Однако генерал Пол По, посланный пересмотреть ситуацию под Мобёжем, порекомендовал восстановить Фурнье, и Жоффр передумал. На британском военном совещании 12 августа фельдмаршал лорд Китченер предсказал германское наступление через Бельгию, но направил Британские экспедиционные силы (БЭС), как и планировалось, в Мобёж, вместо того, чтобы сконцентрировать их немного дальше за Амьеном. Китченер приказал генералу Френчу не ставить себя под французское командование, но всё же, ради союза, предоставил британскую стратегию на его усмотрение. БЭС прибыли во Францию 14-17 августа и 20 августа заняли позиции на левом фланге французской 5-й армии на промежутке Мобёж — Ле-Като. На следующий день, на рассвете, местность затянуло туманом, и воздушную разведку удалось провести лишь после полудня. БЭС начали продвигаться в северном направлении из Мобёжа к Монсу, вопреки сообщениям воздушной разведки, что немецкие части «растянулись до Лёвена насколько видит глаз».

### Немецкие приготовления к наступлению
Немцы были осведомлены о возможности концентрации БЭС в Мобёже, но высадка в портах канала также считалась возможной. 21 августа генерал Карл фон Бюлов приказал 1-й армии генерала Александра фон Клюка повернуть на юг, к Мобёжу. 24 августа VII корпус, который находился на правом фланге 2-й армии, продвигался до тех пор, пока 13-я дивизия не была остановлена французским огнём из Мобёжа. Корпусу с 13-й дивизией было приказано изолировать юго-восточный край города, и наступать против правого фланга БЭС, южнее Мобёжа перед Алню, остановившись на привал 25 августа. Пришли новости о капитуляции большей части фортов Намюра; воздушная разведка доложила о начале генерального отступления французов на линию Верден — Мезьер — Мобёж. 14-й дивизии VII-го резервного корпуса было приказано идти на юг для соединения с IX-м корпусом, а VII-му — изолировать Мобёж с обоих берегов Самбры. Немцы уже ожидали, что БЭС вот-вот попадут в окружение, но после полудня было обнаружено, что они ускользнули. Бюлов дал генералу Эйнему указание блокировать и нейтрализовать Мобёж силами VII-го корпуса (без 14-й дивизии), VII-го резервного корпуса (без 13-й резервной дивизии), IX-го корпуса и артиллерией, осуществлявшей осаду Намюра.
Окружение крепости началось 26 августа, и на следующий день Цвелю было приказано провести атаку на Мобёж силами 17-й дивизии IX-го корпуса; остальные части, находящиеся под Мобёжем, были посланы для преследования франко-британских войск. 27-го августа 13-я резервная дивизия была направлена в Мобёж, а VII-му корпусу было приказано оставив одну бригаду начать марш в южном направлении. Цвель планировал атаковать крепость с северо-востока, второстепенный удар нанести к югу от Самбры. Были созданы 3 сектора: 1-й — от Труиля до Самбры ниже Мобёжа, 2-й — от Самбры до потока Сольре и 3-й — От Сольре до Самбры к северу от фортификаций. Кавалерийский полк прикрывал промежуток к западу и северу. 21 батарея тяжёлой и сверхтяжёлой артиллерии из Намюра были развёрнуты между Живри и Сольре. 2-го сентября 27-я резервная пехотная бригада заняла 1-й сектор, 26-я пехотная бригада — южный сектор, части 13-й резервной дивизии — новый, 4-й, сектор к западу от Баве.

## Осада

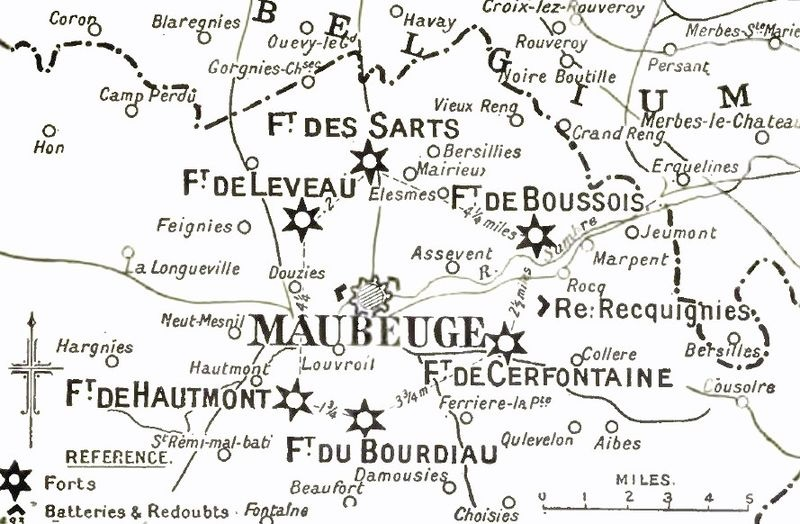
Карта крепости и её фортов

Немцами для осады Мобежа было задействовано: 2,5 дивизии, четыре 105-мм, две 130-мм, две 150-мм, восемь 210-мм, четыре 305-мм и одна 420-мм батарей.
Утром 24 августа Френч в кратком сообщении пригрозил покинуть французскую 5-ю армию под Амьеном и отступить. Жоффр переубедил его и предложил лучше начать отвод БЭС в крепость Мобёж. Но в конце этого дня немецкая 2-я армия начала атаковать крепость и на следующий день изолировала её, оставив сзади один корпус в качестве прикрытия. Главнокомандующий Френч приказал коменданту крепости держаться, поскольку немцы закончили окружение укреплённого района. 29 августа — 5 сентября крепость обстреливалась германской тяжёлой и сверхтяжёлой артиллерией. 5 сентября немецкая пехота атаковала крепость и на следующий день взяла штурмом 4 форта. Вечером 6-го сентября, укреплённый район Мобёжа капитулировал.

## Последствия

### Потери
В книге «Основные события, 1914—1918» (англ. Principal Events, 1914—1918) (1922) официальная история сообщает, что 40 000 французских солдат были взяты в плен. В 2009 году Гервиг отметил, что, когда Мобёж капитулировал 9 сентября, немцы захватили 32 692 пленных и 450 орудий. Потери Германии составили около 1 000 человек.

### Дальнейшая судьба крепости
9 ноября 1918 года Мобёж был освобождён английскими Защитной и 62-й (Уэст-Райдин) дивизиями.